# Onilja
Onilja är en ort i Mexiko.   Den ligger i kommunen Altamirano och delstaten Chiapas, i den sydöstra delen av landet, 800 km öster om huvudstaden Mexico City. Onilja ligger 1 548 meter över havet och antalet invånare är 117.
Terrängen runt Onilja är huvudsakligen kuperad, men västerut är den bergig. Runt Onilja är det ganska glesbefolkat, med 38 invånare per kvadratkilometer. Närmaste större samhälle är Ocosingo, 16,9 km norr om Onilja. I omgivningarna runt Onilja växer i huvudsak städsegrön lövskog.